# Reid Klopp
Reid Klopp (Salisbury, 2 de junio de 1984) es un futbolista estadounidense que juega para las Islas Vírgenes Estadounidenses. Se desempeña como volante y su equipo actual es el Free Will Baptist de la liga profesional de las Islas Vírgenes de los Estados Unidos. 

## Trayectoria
Reid Klopp empezó su carrera como profesional a los 18 años, jugando para el Salisbury Sea Gulls, un equipo de las ligas regionales de su país natal. Actúa durante 3 años y, cumplido ese lapso de tiempo, dejó el fútbol en forma provisional.
Volvió a la vida de los balones en el 2010, cuando recala en las Islas Vírgenes de los Estados Unidos y obtiene el pasaporte como ciudadano del territorio. Allí juega para el Free Will Baptist de la liga local, club en donde juega actualmente.

## Selección nacional
Reid Klopp es convocado por el técnico Keith Griffith para que jugase los partidos de las Eliminatorias al Mundial Brasil 2014, en este caso, disputando la llave de la primera ronda contra las Islas Vírgenes Británicas. En ambos partidos anotó goles: puso el 2-0 en el partido de ida y el agónico 1-2 en el partido de vuelta, otorgándole la clasificación a los "aguileños".
En la segunda fase del Clasificatorio, jugó el primer partido ante Haití, donde su selección perdió 6-0, siendo el capitán. Al final del mismo, sufrió una lesión que lo marginó de los tres partidos siguientes: contra Antigua y Barbuda (L), contra Haití (L) y nuevamente contra Antigua y Barbuda (V). Una vez recuperado de su lesión, pudo jugar los dos partidos finales contra Curazao.

## Clubes
| Club                | País                           | Año         |
| ------------------- | ------------------------------ | ----------- |
| Salisbury Sea Gulls | Estados Unidos                 | 2002 - 2005 |
| Free Will Baptist   | Islas Vírgenes Estadounidenses | 2010 -      |